# Gröbenzell
Gröbenzell è una municipalità nel distretto di Fürstenfeldbruck, in Baviera, Germania.
Nel censimento del 31 dicembre 2011 gli abitanti erano 19.673.

## Amministrazione

### Gemellaggi
Gröbenzell è gemellata:
- Pilisvörösvár, dal 1990
- Garches, dal 1994